# 오타와 시티즌

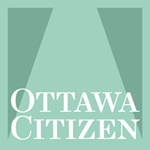

오타와 시티즌(Ottawa Citizen)은 캐나다 온타리오주 오타와에서 발행되는 일간 신문으로, 포스트미디어 네트워크가 소유하고 있다.